# Drakkar Entertainment
Pour les articles homonymes, voir Drakkar (homonymie).
Drakkar Entertainment GmbH, appelé également Drakkar Records ou Drakkar Publishing, est un label discographique allemand, basé à Witten, en Rhénanie-du-Nord-Westphalie. Spécialisé dans le metal, il forme une coentreprise avec Bertelsmann Music Group.

## Histoire

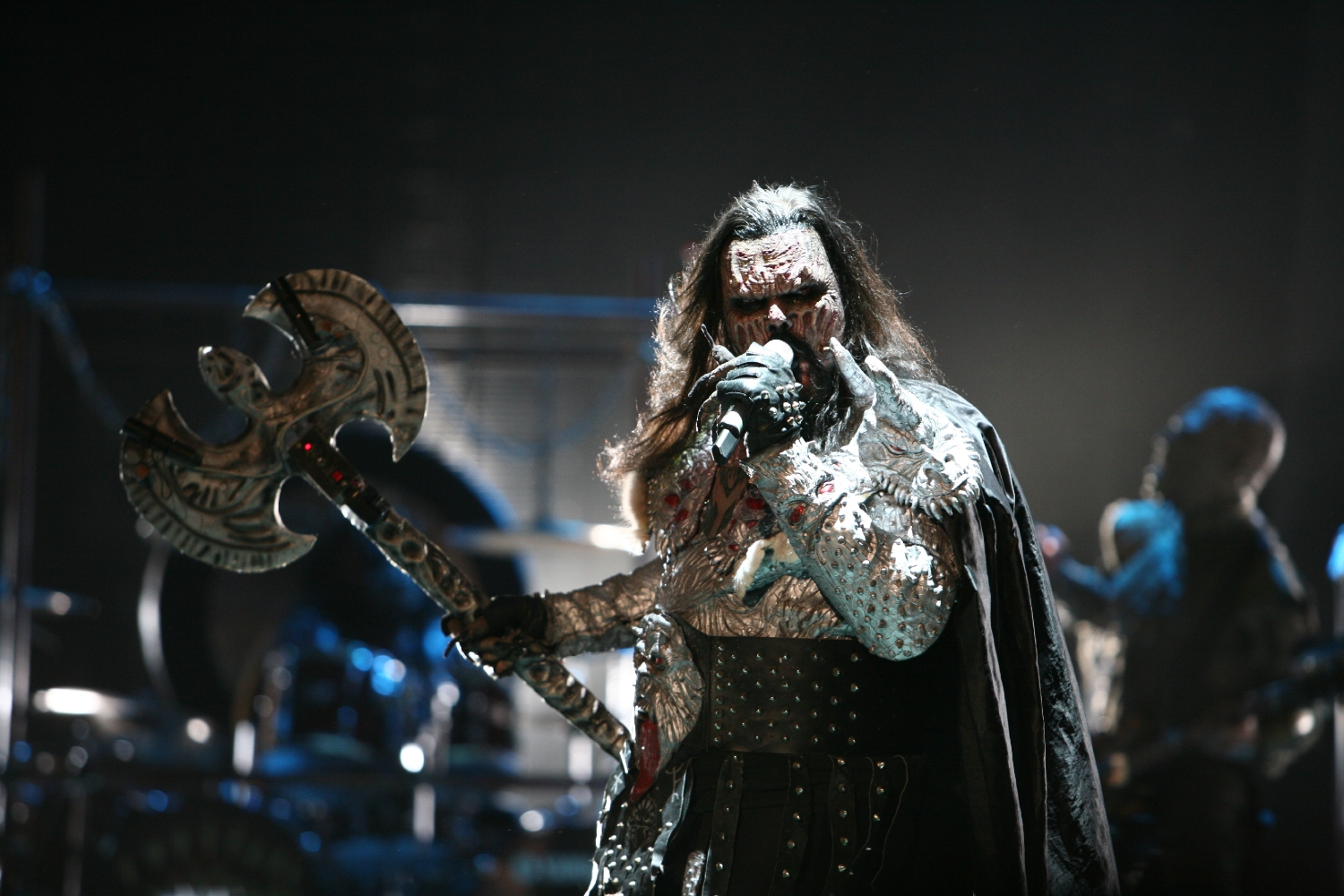
Lordi au Concours Eurovision de la chanson 2007.

Drakkar Entertainment est fondé en 1986 par Bogdan Kopec, sous le nom Kopec Music Publishing. Au début, il ne s'occupait que d'édition, mais en changeant son nom en Drakkar Promotion en 1986, il étend ses services au management, recherche de concert et le merchandising. Le label signera des groupes allemands de metal comme Coroner, Raven, Running Wild, et Sodom.
En 1992, la société s'allie avec Bertelsmann Music Group pour devenir Drakkar Promotion Musikverlag GmbH. Une deuxième société est créée en même temps, GUN Records GmbH. Devant le succès grandissant de cette dernière, Kopec se sent rapidement dépassé, et décide de vendre ses parts à BMG. Il abandonne le merchandising, les concerts, et le commercial de Drakkar Promotion, et fonde Drakkar Records. Sa société d'origine devient Drakkar Entertainment GmbH.
En 2015, Drakkar Entertainment fait partie de Soulfood Music, Kopec quitte son poste de PDG et devient directeur de la division édition Drakkar. En 2023, l'entreprise est composée de deux branches : Drakkar Records, spécialisée dans le rock et le heavy metal, et e-Wave Records, spécialisée dans le rock gothique et la dark wave. Il existe également une division d'édition appelée Édition Drakkar.

## Sous-labels
En 2023, Drakkar Entertainment possède quatre divisions :
- Drakkar Classic, label éditant du rock et du heavy metal accompagné d'orchestres ;
- Drakkar Records, label de metal ;
- e-Wave Records, label de musique électronique ;
- Édition Drakkar, maison d'édition.

## Groupes et artistes
Groupes et artistes signés ou ayant signés au label : 
- 18 Summers
- Alarmbaby[3]
- Akrea (de)
- Diablo
- Gwendydd[4]
- Haggard
- Karelia
- The Killer Barbies
- LAB (2003)
- Letzte Instanz
- Lordi
- Los Los
- Lost Zone (2023)[5]
- Loudness
- Nightwish (jusqu'en 2005)
- Rebellion
- Twisted Sister
- Xandria
- Zeraphine (jusqu'en 2006)